# Улица Игнатьева (Липецк)
У́лица Игна́тьева — небольшая улица в Советском округе Липецка. Проходит от Липовской улицы до забора, окружающего Военный городок.
Одна из старинных улиц города. Прежние названия — 2-я Сре́дняя (в отличие от соседней Средней улицы). В мае 1957 года переименована в Смоле́нскую — по городу Смоленску. В октябре 1967 года к 50-летию Октябрьской революции улица получила имя Ф. С. Игнатьева (1888—1962) — борца за установление советской власти в Липецке, председателя липецкого Совета рабочих депутатов после февральской революции 1917 года.
Улица имеет многоэтажную застройку (всего три дома).
В 2008 году ОАО «ДСК» построило в центре Военного городка два десятиэтажных панельных дома, которым были присвоены адреса: ул. Игнатьева, 39 и 41. Хотя географически эти дома расположены в отдалении и логично было бы отнести их к ул. Терешковой (даже по номерам домов), но возможная ошибка и сейчас имеет место. В 2016 году был снесён дом 29, а на его месте началось строительство жилого комплекса «Атмосфера». Осенью 2017 года возведён первый корпус — 25 и 17 этажный дом. Дом 36 переоборудован под две круглосуточных бани.

## Памятник истории
В мае 2008 года на улице Игнатьева снесли казармы немецкой авиашколы.
В конце XIX века здесь создали винный склад-«монополию». В 1902 году по соседству вырос кирпичный завод А. В. Русинова. В 1920-х годах здания передали лётной военной части. В 1925 году они перешли немецкой авиационной школе. В 1933 году тут создали высшие лётные курсы, где обучался Василий Сталин. До 1942 года, когда курсы закрыли, здесь прошли подготовку свыше 300 Героев Советского Союза. После войны в стенах бывшего кирпичного завода квартировала ремонтная база Липецкого авиацентра.
Во время перестройки российские историки выяснили, что немецкая авиашкола — единственный объект в Липецке с межправительственным статусом (был упомянут в советско-германском соглашении 15 апреля 1925 года).
26 января 2007 года дома № 31, 36, 38 и 40 получили статус .
Однако эту территорию готовило к застройке многоэтажными домами ООО «Стройкорпорация Липецка». В мае 2008 года с трёх зданий — № 36, 38 и 40 — сняли охранный статус. В том же месяце тяжёлая техника уничтожила все четыре дома (в том числе охраняемый дом № 31).

## Транспорт
- авт. 9т, 11, 24, 36, 300, 306, 322, 324, 325, 345, 346, 347, 359, ост.: «Быханов сад».